# Vos Sos Dios
Vos Sos Dios è il primo album in studio della cantante argentina Brenda Asnicar, pubblicato il 20 maggio 2019.

## Tracce
1. Cigala (feat. Lito Vitale)
2. Perfume de Jazmin
3. Voy a Devorarte
4. Todo Excepto a Ti
5. Dame Tu Amor
6. Wacho
7. Vi Que Estas Ok
8. Tesoro
9. Buscandote
10. Ying y Yang
11. You're So Vain (feat. Charly García)